# Aleksandyr Wyrbanow
Aleksandyr Wyrbanow (bułg. Александър Александров Върбанов; ur. 9 maja 1964 w Novim Pazarze) – bułgarski sztangista, brązowy medalista olimpijski (1988), trzykrotny mistrz świata (1983, 1985, 1986) oraz czterokrotny mistrz Europy (1983, 1985, 1986, 1987) w podnoszeniu ciężarów, w wadze średniej.

## Osiągnięcia

### Letnie igrzyska olimpijskie
- Seul 1988 –  brązowy medal (waga średnia)

### Mistrzostwa świata
- Moskwa 1983 –  złoty medal (waga średnia)
- Södertälje 1985 –  złoty medal (waga średnia)
- Sofia 1986 –  złoty medal (waga średnia)
- Ostrawa 1987 –  srebrny medal (waga średnia)

### Mistrzostwa Europy
- Moskwa 1983 –  złoty medal (waga średnia)
- Vittorio Veneto 1984 –  srebrny medal (waga średnia)
- Katowice 1985 –  złoty medal (waga średnia)
- Karl-Marx-Stadt 1986 –  złoty medal (waga średnia)
- Reims 1987 –  złoty medal (waga średnia)
- Ateny 1989 –  srebrny medal (waga średnia)

### Mistrzostwa świata juniorów
- Lignano 1981 –  srebrny medal (waga piórkowa)[1]

### Mistrzostwa Bułgarii
- 1982 –  złoty medal (waga lekka)
- 1983 –  złoty medal (waga średnia)
- 1984 –  złoty medal (waga średnia)
- 1985 –  złoty medal (waga półciężka)
- 1989 –  srebrny medal (waga średnia)

### Rekordy świata
- Lille 13.05.1983 – 367,5 kg w dwuboju (waga średnia)
- Moskwa 26.10.1983 – 210 kg w podrzucie (waga średnia)
- Warna 13.09.1984 – 200 kg w podrzucie (waga lekka)
- Södertälje 26.08.1985 – 211,5 kg w podrzucie (waga średnia)
- Monte Carlo 09.11.1985 – 212 kg w podrzucie (waga średnia)
- Karl-Marx-Stadt 09.05.1986 – 212,5 kg w podrzucie (waga średnia)
- Sofia 11.11.1986 – 215 kg w podrzucie (waga średnia)
- Seul 12.05.1987 – 380 kg w dwuboju (waga średnia)
- Seul 12.05.1987 – 215,5 kg w podrzucie (waga średnia)
- Płowdiw 20.02.1988 – 382,5 kg w dwuboju (waga średnia)